# Arterias ciliares anteriores
Las arterias ciliares anteriores son arterias que se originan en las arterias muscular superior y muscular inferior (denominadas en conjunto arterias musculares en la TA), ambas ramas de la lagrimal. Otras fuentes citan el origen en la arteria oftálmica directamente.

## Trayecto
Discurren hacia la zona frontal del globo ocular en compañía de los músculos extraoculares, forman una zona vascular bajo la conjuntiva, y entonces perforan la esclerótica a una corta distancia de la córnea, para terminar en el círculo arterial mayor. Dos arterias ciliares irrigan cada músculo recto (músculos rectos superior, inferior, medial), excepto el recto lateral, que sólo recibe una rama. Por lo tanto, existen 7 ramas de la arteria ciliar anterior que irrigan cada conjunto de músculos extraoculares.

## Ramas
Presentan como ramas las arterias epiesclerales y las arterias conjuntivales anteriores.
La Terminología Anatómica cita las siguientes ramas:
A12.2.06.035 Arterias conjuntivales anteriores (arteriae conjunctivales anteriores).
A12.2.06.036 Arterias epiesclerales (arteriae episclerales).

## Distribución
Irrigan el iris, la conjuntiva y la esclerótica.